# Juanma Delgado
Juan Manuel Delgado Lloria, meglio noto come Juanma o Juanma Delgado (Valencia, 17 novembre 1990), è un calciatore spagnolo, attaccante del V-Varen Nagasaki.

## Palmarès

### Club

#### Competizioni nazionali
- Segunda División B: 1

Alavés: 2012-2013

### Individuale
- Capocannoniere della J2 League: 1

2023 (26 gol)
- Squadra della J2 League: 1

2023
- Capocannoniere della Coppa dell'Imperatore: 1

2024 (4 gol)